# Zugarramurdi
Zugarramurdi és un municipi de Navarra, a la comarca de Baztan, dins la merindad de Pamplona. Limita al sud amb la vall de Baztan i al nord amb Lapurdi.
Prop del poble hi ha les coves de Zugarramurdi, un complex càrstic actualment adaptat per a les visites turístiques.

## Etimologia
Zugarramurdi és un topònim de significat desconegut, encara que gairebé segur que prové del basc. El filòleg Koldo Mitxelena va proposar que l'etimologia del nom podia ser lloc abundant en oms roïns, de zugar (om) + andur (roí) + el sufix -di (sufix que indica abundància). zugarrandurdi → zugarramurdi. El mateix Mitxelena reconeixia que no posseïa proves en documentacions antigues que poguessin provar la seva teoria. Atès que Zugarramurdi està en la zona bascoparlant de Navarra sembla bastant probable que zugar sigui realment om.
En euskera normatiu es diu zumar, però zugar és una variant dialectal de la paraula om que apareix en molts topònims i també sembla bastant propable que -di sigui el sufix abundancial que acompanya en euskera als noms d'arbres i plantes. Així per exemple Zumardi vulgues dir en euskera olmedal i albereda. En el cas del topònim Zugarramurdi hi ha un element intermedi que actualment sembla irrecognoscible. En euskera i en castellà el nom del poble es transcriu igual, encara que la z es pronuncia de manera diferent en ambdós idiomes, pel que la pronunciació difereix lleugerament. Segons Mikel Belasko, en euskera el nom del poble se sol pronunciar de vegades també com Zugamurdi, Zamurdi o Zuenburdi, formes síncopes del nom.

## Demografia
| Evolució demogràfica                                    | Evolució demogràfica | Evolució demogràfica | Evolució demogràfica | Evolució demogràfica | Evolució demogràfica | Evolució demogràfica | Evolució demogràfica | Evolució demogràfica | Evolució demogràfica | Evolució demogràfica |
| 1996                                                    | 1998                 | 1999                 | 2000                 | 2001                 | 2002                 | 2003                 | 2004                 | 2005                 | 2006                 | 2007                 |
| ------------------------------------------------------- | -------------------- | -------------------- | -------------------- | -------------------- | -------------------- | -------------------- | -------------------- | -------------------- | -------------------- | -------------------- |
| 247                                                     | 239                  | 237                  | 234                  | 231                  | 235                  | 230                  | 229                  | 233                  | 223                  | 226                  |
| Fonts: Zugarramurdi i Institut d'Estadística de Navarra |                      |                      |                      |                      |                      |                      |                      |                      |                      |                      |

## Història
Zugarramurdi, igual que Urdazubi, fou un poblat de caserius abandonats vorejant el monestir de San Salvador abans d'adquirir jurisdicció civil. Va ser declarada vila en 1667. En 1610 va tenir lloc a Logronyo un acte de fe en el qual la Inquisició va processar quaranta bruixes de Zugarramurdi i va condemnar-ne dotze a morir en la foguera. Les execucions es van basar en la major part dels casos en testimoniatges supersticiosos, envejosos i poc fiables. Julio Caro Baroja cita com a paràgraf interessant d'aquest acte de fe el següent:
"Les 18 persones restants, van ser totes reconciliades (per haver estat tota la seva vida de la secta dels bruixots), bones confidents i que amb llàgrimes havien demanat misericòrdia, i que volien tornar a la fe dels cristians. Es llegiren en la seva sentència coses tan horribles i espantoses com mai no s'han vist: i fou tant el que va caldre relatar, que va ocupar tot el dia des que va clarejar fins que va arribar la nit, que els senyors inquisidors van fer tallar moltes de les relacions, perquè es poguessin acabar en aquell dia. Amb totes aquestes persones es va usar de molta misericòrdia, tenint en consideració molt més el penediment de les seves culpes que la gravetat dels seus delictes: i al temps en què van començar a confessar, agreujant-los el càstig als qui van confessar més tard, segons la rebel·lia que cadascú havia tingut en les seves confessions".
Actualment hi ha a Zugarramurdi un museu dedicat a les bruixes i la seva persecució.